# Dalaman (district)
Dalaman is een Turks district in de provincie Muğla en telt 31.318 inwoners (2007). Het district heeft een oppervlakte van 621,86 km². Hoofdstad is Dalaman.
De bevolkingsontwikkeling van het district is weergegeven in onderstaande tabel.
| 1997   | 2000   | 2007   |
| ------ | ------ | ------ |
| 27.585 | 28.148 | 31.318 |

## Plaatsen in het district
Bozbel • Çoğmen • Darıyeri • Elçik • Gürköy • Gürlek • Kapıkırgın • Karacaağaç • Kargınkuru • Kavacık • Kayadibi • Kızılkaya • Narlı • Sabunlu • Şerefler • Taşbaşı
Bodrum · Dalaman · Datça · Fethiye · Kavaklıdere · Köyceğiz · Marmaris · Milas · Muğla · Ortaca · Ula · Yatağan